# Marcus Böhme
Marcus Böhme (Berlin, 25. kolovoza 1985.) njemački je odbojkaš. Igra na mjestu srednjeg blokera.
S Njemačkom reprezentacijom osvojio je svjetsku broncu, europsko srebro i zlato na Europskim igrama 2015.

## Karijera
Tijekom juniorske karijere igrao je za tri različita berlinska kluba, a u jednom od njih, Berlin Recycling Volleys, započeo je i seniorsku karijeru. Dvaput je bio trećeplasirani i jednom drugoplasirani u Njemačkom prvenstvu. Godine 2009. prelazi u rivalski klub VfB Friedrichshafen, s kojim je dvaput bio njemački prvak i jednom osvojio Njemački odbojkaški kup.
U turski Fenerbahçe odlazi na jednu sezonu 2014. godine. Nakon isteka ugovora potpisuje dvogodišnji ugovor s poljskim prvoligašem Cuprum Lubinom.
Za Njemačku nacionalnu momčad prvi put je zaigrao 2006. godine. Tri godine kasnije osvojio je Europsku ligu u Portugalu. Na Svjetskom prvenstvu u Poljskoj 2014. i Europskom prvenstvu u Poljskoj 2017. bio je proglašivan najboljim srednjim blokerom prvenstva. Bio je član momčadi koja je na Europskim igrama 2015. u Bakuu osvojila zlatno odličje.